# Stanley Rous
Sir Stanley Rous (Watford, 1895. április 24. – London, 1986. július 18.) angol nemzetközi labdarúgó-játékvezető, a játékvezetők atyja. Eredeti polgári foglalkozása: testnevelő tanár, a Watford Boys Grammar Iskolánál - ironikusan felelős volt azért, hogy az iskolánál átváltoztassa a fő sportját labdarúgást rugbyre. A FIFA örökös tiszteletbeli elnöke.

## Pályafutása

### Labdarúgóként
Egy London környéki, watfordi falusi amatőrcsapatban futballozott. Később a Lowestoft csapatának kapusa volt, ám tudása alapján nem lehetett ünnepelt sztár.

#### Nemzeti játékvezetés
A játékvezetői vizsgát 1927-ben megszerezve viharos gyorsasággal lépkedett felfelé a ranglétrán, egészen az I. ligás játékvezetői minősítésig. Játékvezetői tevékenységére a pazar intelligencia, határozott megjelenés és fellépés, korrekt ítéletek, tévedhetetlenségét sugárzó arc volt jellemző. A mérkőzések alatt a legcsekélyebb szabálytalanságot is szigorúan megtorolta. Diktatórikus vezetés, örök reformeri törekvés jellemezte. Egyéb fontos megbízások miatt 1934-ben befejezte az aktív nemzeti játékvezetést.
- Mottója[forrás?]: Az a labdarúgó, aki fair a pályán, a legteljesebb védelemre számíthat, ennek ellenkezője ne sok jóra számítson.

##### Nemzeti kupamérkőzések
Vezetett Kupa-döntők száma: 1.

###### FA Kupa
Már fiatalon, 1926-ban megbízták, hogy partjelzőként működjön közre, a Bolton Wanderers FC–Manchester City FC (1:0) döntő mérkőzésen.
| Időpont           | Helyszín                | Mérkőzés típusa | Mérkőzés                      | Eredmény | Nézők száma |
| ----------------- | ----------------------- | --------------- | ----------------------------- | -------- | ----------- |
| 1934. április 28. | Wembley Stadion, London | döntő           | Manchester City FC–Portsmouth | 2 : 1    | 93 258      |

#### Nemzetközi játékvezetés
Az Angol labdarúgó-szövetség Játékvezető Bizottsága (JB) 1927-ben terjesztette fel nemzetközi játékvezetőnek, a Nemzetközi Labdarúgó-szövetség (FIFA) bíróinak keretébe. Több nemzetek közötti válogatott és klubmérkőzést vezetett, vagy működő társának partbíróként segített. Egyéb fontos megbízások miatt 1934-ben befejezte az aktív nemzetközi játékvezetést. Az angol nemzetközi játékvezetők rangsorában, a világbajnokság-Európa-bajnokság sorrendjében többedmagával a 38. helyet foglalja el 1 találkozó szolgálatával. Válogatott mérkőzéseinek száma: 36.
| Időpont           | Helyszín                  | Mérkőzés típusa          | Mérkőzés          | Eredmény | Nézők száma |
| ----------------- | ------------------------- | ------------------------ | ----------------- | -------- | ----------- |
| 1927. március 13. | Bosuil Stadion, Antwerpen | első válogatott mérkőzés | Belgium–Hollandia | 2 : 0    | 45 000      |

##### Világbajnokság
A világbajnoki döntőhöz vezető úton Olaszországba a II., az 1934-es labdarúgó-világbajnokságra a FIFA JB bíróként alkalmazta.
| Időpont           | Helyszín                  | Mérkőzés típusa           | Mérkőzés          | Eredmény | Nézők száma |
| ----------------- | ------------------------- | ------------------------- | ----------------- | -------- | ----------- |
| 1934. április 29. | Bosuil Stadion, Antwerpen | előselejtező (7. csoport) | Belgium–Hollandia | 2 : 4    | 42 000      |

## Sportvezetői pályafutása
Azért hagyta abba a játékvezetést, mert 1934-ben az FA főtitkárának jelölték - mindössze 39 évesen -, ezt a pozícióját 1961-ig töltötte be. Ugyanennek az évnek egyik sportpolitikai sikere, hogy Anglia visszatért a FIFA-ba. Nagyon jó barátságba volt a labdarúgó és FIFA alapító tag Dr. Ivo Schrickerrel (1877-1962), akinek sokat köszönhet, hogy a FIFA alkalmazásába került. Az angol szövetség képviseletében 1935 és 1986 között az International Board tagja volt. Az ő kezdeményezésére rajzoltak körívet (a büntetőponttól méretik a félkörív) a tizenhatos vonalára. A második világháború után visszavezette Angliát a FIFA tagjai közé. Vezetői megtiszteltetés sorából kiemelkedik, hogy 1961 és 1974 között a FIFA elnökének választották. Elnöki munkájának főbb eredményei: megszervezte az ifjúsági futballisták nemzetközi seregszemléjét, kezdeményezője volt az európai szövetség (UEFA) megalakításának, életre hívta a Vásárvárosok Kupáját, nem kis sportdiplomáciai siker, hogy 1966-ban Anglia rendezhette a világbajnokságot.

## Írói munkássága
Mint reformer újra és újra írta, értelmezte a szabálykönyvet. Nemzetközi sportvezetőként bevezette a sárga és a piros lapok alkalmazását. Szakembereivel kidolgozta a játékvezető és a partjelző együttműködésének szabályait.

## Sikerei, díjai
II. Erzsébet brit királynő lovagi címet adományozott részére. Az 1980-as években róla nevezték el a rövid életű Rous-kupát, mint ahogy a Rous Standet is a Watford FC stadionjában, a Vicarage Road-on.

## Magyar vonatkozások

### Látogatások Magyarországon
1968. szeptember 10-én Budapesten járt, mint a FIFA elnöke, a Vásárvárosok Kupa lelke, a Ferencváros–Leeds United FC (0:0) második döntő mérkőzésen. Budapesten fogadta az Országos Testnevelési és Sporthivatal valamint az MLSZ elnöke. A mérkőzés végén átadta a kupát a Leeds csapatkapitányának.
1969-ben Magyarországra látogatott a Vásárvárosok Kupa (VVK) döntő mérkőzésre, valamint a VVK kihelyezett ülésére. A fővárosi tanács végrehajtó bizottsága fogadáson látta vendégül a FIFA és a VVK vezetőségét. A vendégek nevében Rous válaszolt a köszöntő szavakra.
1976-ban Magyarországon rendeztek nemzetközi ifjúsági labdarúgó tornát. Az MTK-pályán a Magyarország–NSZK (0:0) és Tatabányán a Magyarország–Anglia (4:2) mérkőzéseket személyesen tekintette meg. A FIFA vezetőjeként az ő javaslatára szervezték meg az ifjúsági tornákat.

### Válogatott mérkőzés
| Időpont           | Helyszín                     | Mérkőzés típusa    | Mérkőzés                 | Eredmény | Nézők száma |
| ----------------- | ---------------------------- | ------------------ | ------------------------ | -------- | ----------- |
| 1929. április 14. | Wankdorf Stadion, Bern       | 134. Dr. Gerő Kupa | Svájc–Magyarország       | 4 : 5    | 19 000      |
| 1932. június 19.  | Wankdorf Stadion, Bern       | 158. Dr. Gerő Kupa | Svájc–Magyarország       | 3 : 1    | 20 000      |
| 1933. október 22. | Üllői úti Stadion, [Budapest | 169. Dr. Gerő Kupa | Magyarország–Olaszország | 0 : 1    | 38 000      |

## Külső hivatkozások
- Stanley Rous. World Referee. [2012. október 11-i dátummal az eredetiből archiválva]. (Hozzáférés: 2012. június 8.)
- Stanley Rous. footballzz.com. (Hozzáférés: 2012. június 8.)
- Stanley Rous. footballdatabase.eu. (Hozzáférés: 2012. június 8.)
- Stanley Rous. eu-football.info. (Hozzáférés: 2012. június 8.)

| Elődje: Eddie Wood | FA Kupa döntő 1933–1934 | Utódja: Bert Fogg |

| Elődje: Arthur Drewry | FIFA elnök 1961–1974 | Utódja: João Havelange |